# Jardins de Bomarzo
 (août 2020).
Les Jardins de Bomarzo, le Sacro Bosco appelés aussi Parc des monstres (Parco dei Mostri en italien), sont un complexe monumental situé dans la commune de Bomarzo dans la province de Viterbe au nord du Latium en Italie.
Les Jardins de Bomarzo sont les jardins les plus extravagants de la Renaissance italienne.
Ils se composent d’un parc boisé, situé au fond d’une vallée dominée par le château des Orsini, et peuplé de sculptures, de petits bâtiments et d'ornements architecturaux tels que des vasques, urnes ou obélisques répartis au milieu de la végétation naturelle.
Aussi bien l’histoire de la création des jardins que l’interprétation des sculptures et des textes gravés, ici et là dans le parc, sont aujourd’hui encore sujettes à controverses entre les historiens.

## Création des jardins
Il est communément admis que le parc a été construit par Pier Francesco Orsini dit Vicino Orsini (1528–1570, ou 1574, ou 1585) qui en aurait démarré la réalisation vers 1550. Certains historiens[réf. nécessaire] estiment toutefois que son père Giancorrado Orsini, condottiere et seigneur de Bomarzo, aurait pu commencer à réaliser les jardins plus tôt.
Vicino Orsini était un condottiere qui participa à de nombreuses campagnes en Italie, en Allemagne et en France. Il fut fait prisonnier en 1556 et arrêta sa carrière militaire à sa libération en 1557. Il était également un homme cultivé qui entretenait des relations suivies avec les intellectuels de son temps.
En 1554, il épousa Giulia Farnèse (morte en 1560), fille de Galeazzo Farnèse. Giulia était une nièce de l’autre Giulia Farnèse qui fut maîtresse du pape Alexandre VI.
Il est probable que les jardins furent construits en trois étapes:
- 1548 à 1552, le théâtre et ses marches concaves-convexes; les fontaines et les jeux d'eau,
- 1552 à 1564, le lac artificiel, la fontaine de Pégase, la fontaine navire et le bassin à poissons,
- 1564 à 1580, les vases monumentaux posés sur le plateau supérieur, la place de Perséphone et le temple.

Les jardins ont été probablement dessinés par l'architecte Pirro Ligorio (~1510–1583), l’un des plus grands architectes-jardiniers de son temps, qui réalisa également les jardins de la villa d'Este à Tivoli. Le Temple, érigé en souvenir de Giulia, fut quant à lui probablement construit par Vignole (1507–1573) après la mort de celle-ci. Toutes les sculptures, attribuées à Simone Moschino (it) (1533-1610), furent réalisées en étroite consultation avec le seigneur du château.
La première mention des jardins apparaît dans une lettre du poète Annibal Caro en 1564.
Leur nom était alors Bosco Sacro (bois sacré) et le restera jusqu’au XXe siècle où ils prendront le nom de Parco dei Mostri (parc des monstres). Un nom très proche, Bosco dei Mostri, a été utilisé dès leur création avec le sens de mostrare qui signifie démontrer.
Les jardins furent abandonnés au cours des siècles suivants et ne furent vraiment redécouverts qu’au XXe siècle.
La famille Bettini les racheta en 1870 et en 1954 Giovani Bettini et son épouse Tina Severi entreprirent le déblaiement et la restauration des jardins avec, dès l’origine, l’aide de l’Institut d’Histoire et d'Architecture de Rome et, plus tard, des chercheurs de l’Académie de France à Rome.

## Description des jardins
Par un chemin à travers un verger, le visiteur arrive à l’entrée, une porte architecturée, surmontée de l’emblème des Orsini, et est accueilli par deux sphinx puis par un petit ruisseau, appelé Fosso della Concia.
La trentaine de sculptures et de bâtiments, comprise dans une zone de 2 km2 au nord-est du ruisseau, est taillée dans une roche volcanique grise/marron, le pépérin, qu'on trouve en bloc ou en inclusion dans le tuf volcanique.

### Les principales sculptures
- Protée, divinité marine ayant le don de métamorphose, dont la tête sortant du sol porte sur son crâne les armoiries de la famille Orsini (les commanditaires du jardin),
- Deux sphinx sur des piédestaux se faisant face ;
- Hercule écartelant Cacus qu'il maintient la tête en bas (ou peut-être Roland écartelant un berger) ; La figure d'Hercule pourrait être un portrait de Vicino Orsini.
- Une tortue portant sur sa carapace une renommée ailée en équilibre précaire sur un globe terrestre soufflant dans deux trompettes (détruites) ;
- Une Orque (sorte de baleine monstrueuse) en contrebas, la gueule ouverte qui semble attendre un faux pas de la tortue ou des promeneurs ...
- Pégase escaladant un monticule au centre du bassin d'une fontaine ;
- Les Trois Grâces en bas-relief sur l'une des parois d'un nymphée ;
- Vénus sur une conque retournée dans une niche ;
- Une nymphe endormie sur laquelle veille un petit chien ;
- Échidna[4] (ou de manière impropre « sirène à queue bifide ») ;
- Un lion et une lionne ;
- Une harpie à pattes de lion et queue de sirène ;
- Des ours (emblème des Orsini: Ursinus) présentant leurs armoiries ;
- Neptune, dieu des mers et des océans ou Pluton, dieu des enfers ;
- Un dragon attaqué par un lion et une lionne ;
- Un éléphant de l'armée d’Hannibal soulevant un légionnaire romain ;
- La tête d'un ogre sur la lèvre supérieure duquel est inscrit « Toute pensée s'envole» (Ogni pensiero vola) aussi appelée la Porte des enfers (faisant clairement référence à l'Enfer de Dante) avec sa bouche ouverte monumentale qui permet aux visiteurs d'entrer se reposer - paradoxalement - au frais ;
- Cérès, déesse de l'agriculture, assise, portant sur sa tête une coupe fleurie avec dans son dos un groupe de sirènes et d'enfants ;
- Un buste de Proserpine, fille de Cérès et Jupiter, épouse de Pluton, déesse des saisons dont les bras reposent sur le dossier d'un banc ;
- Cerbère, le chien à trois têtes qui garde la porte des Enfers ;
- Des fruits géants, des pommes de pin, des glands, des vasques...

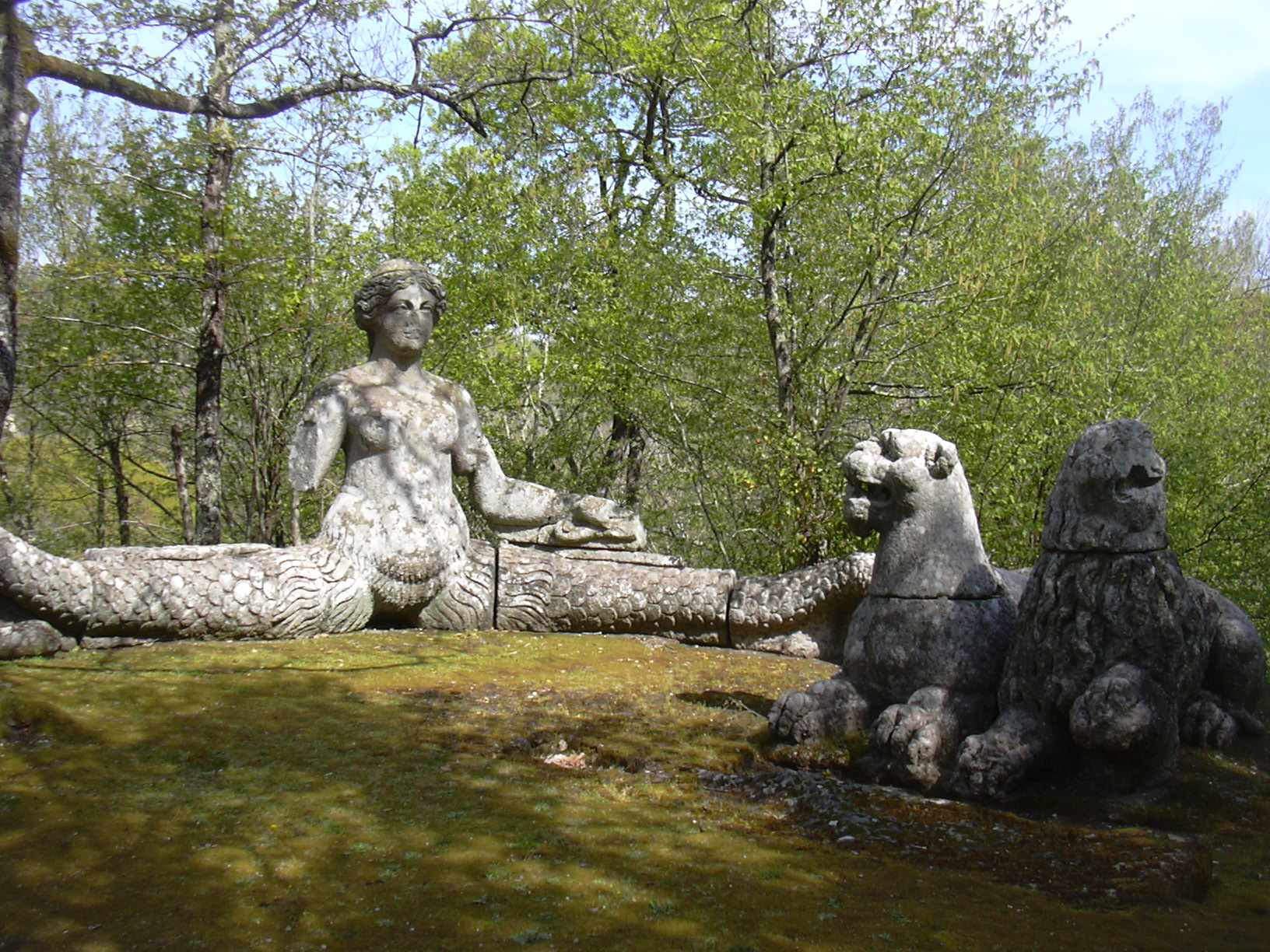
Échidna.
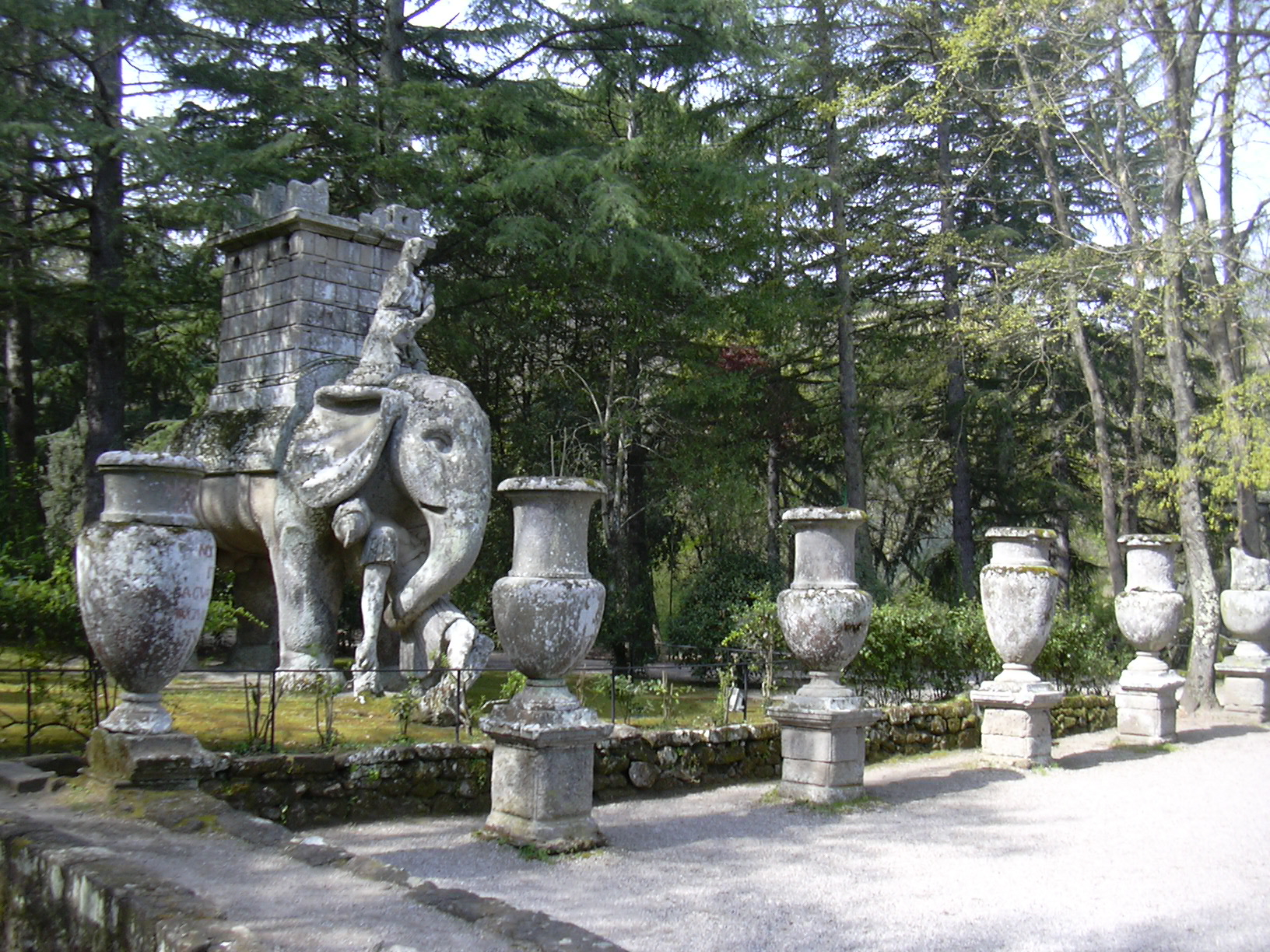
L'Éléphant d’Hannibal.
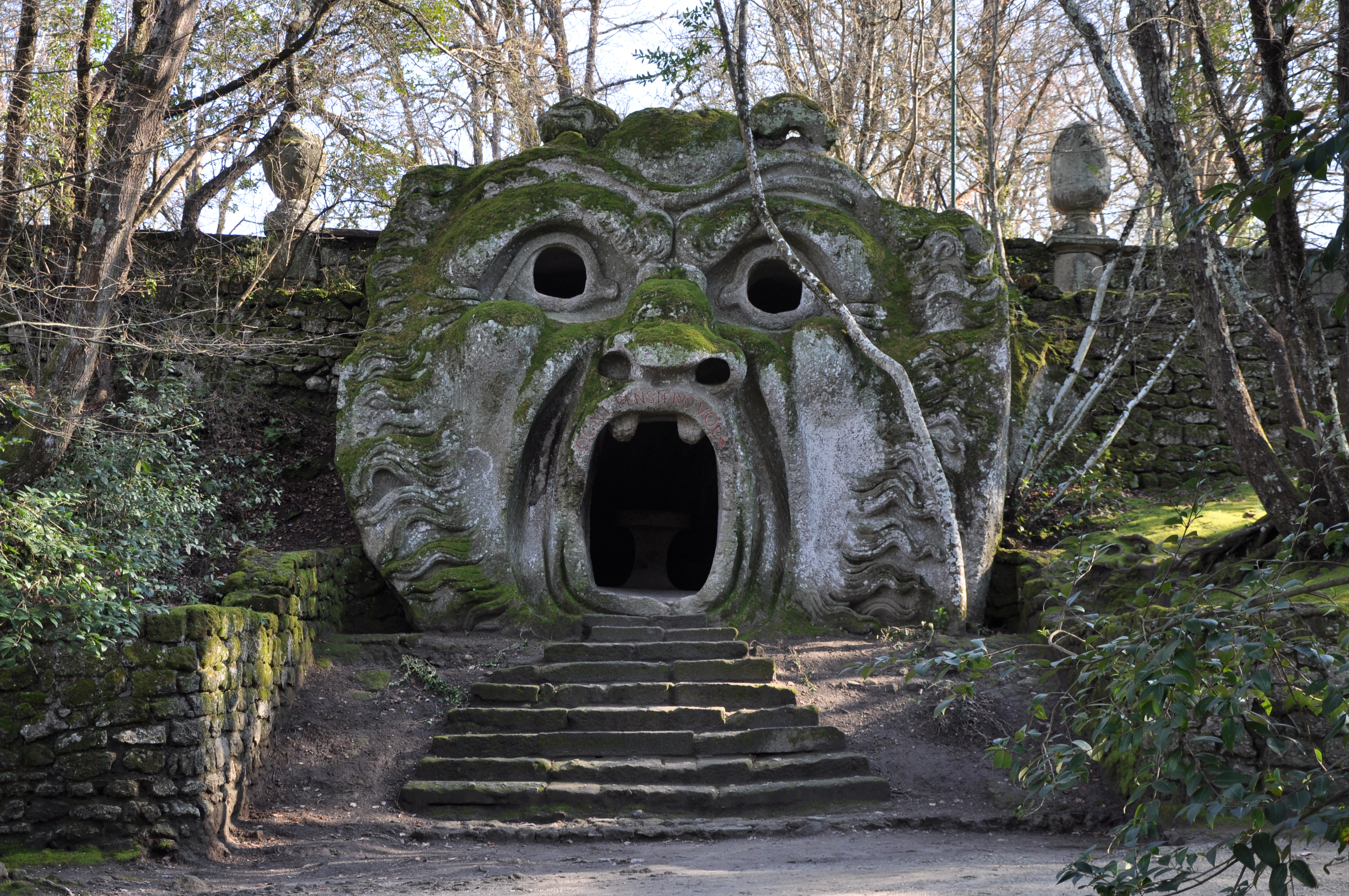
La Porte de l'Ogre (entrée des Enfers).

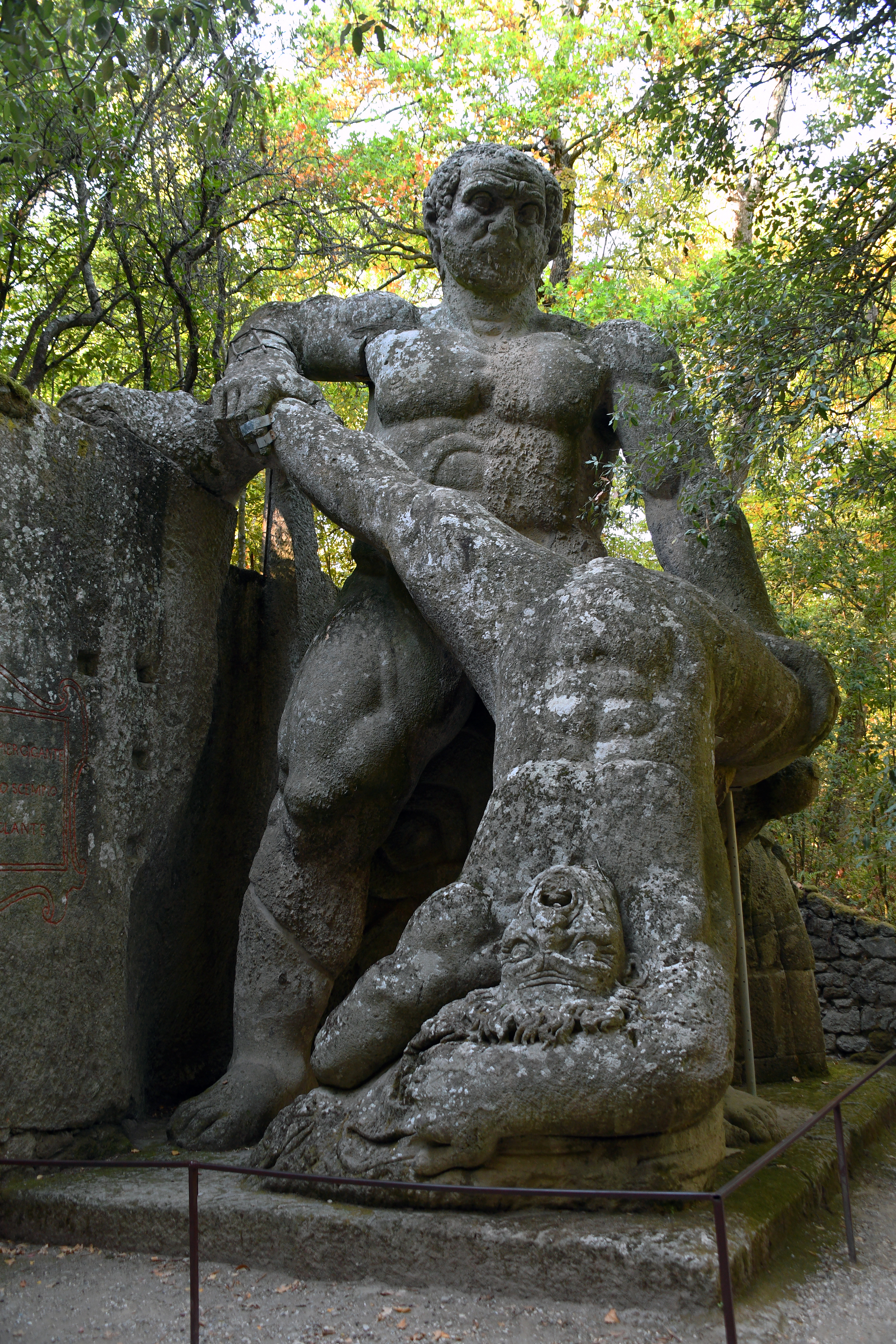
Hercule écartelant Cacus (ou peut-être Roland écartelant un berger)
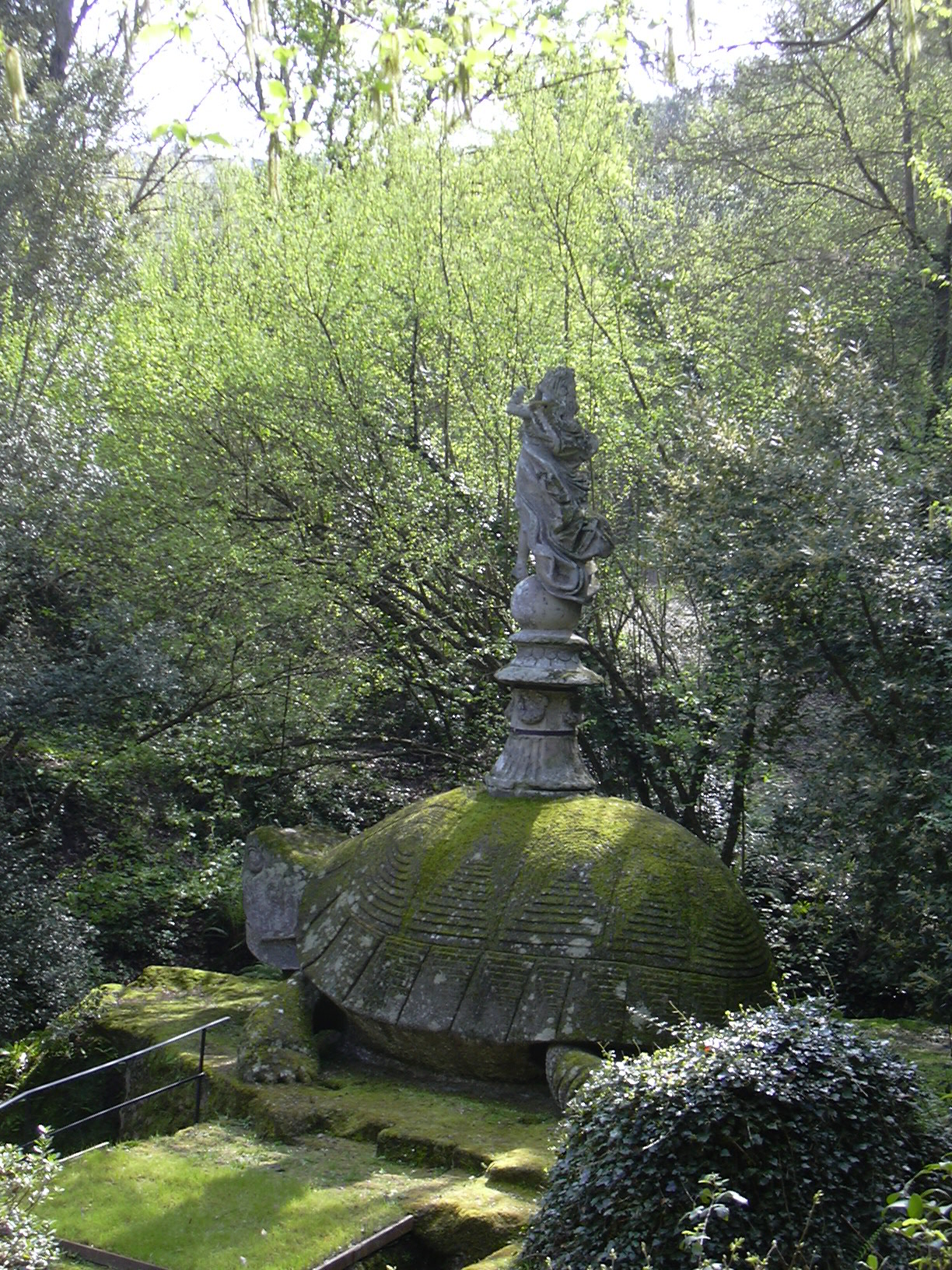
La Tortue.
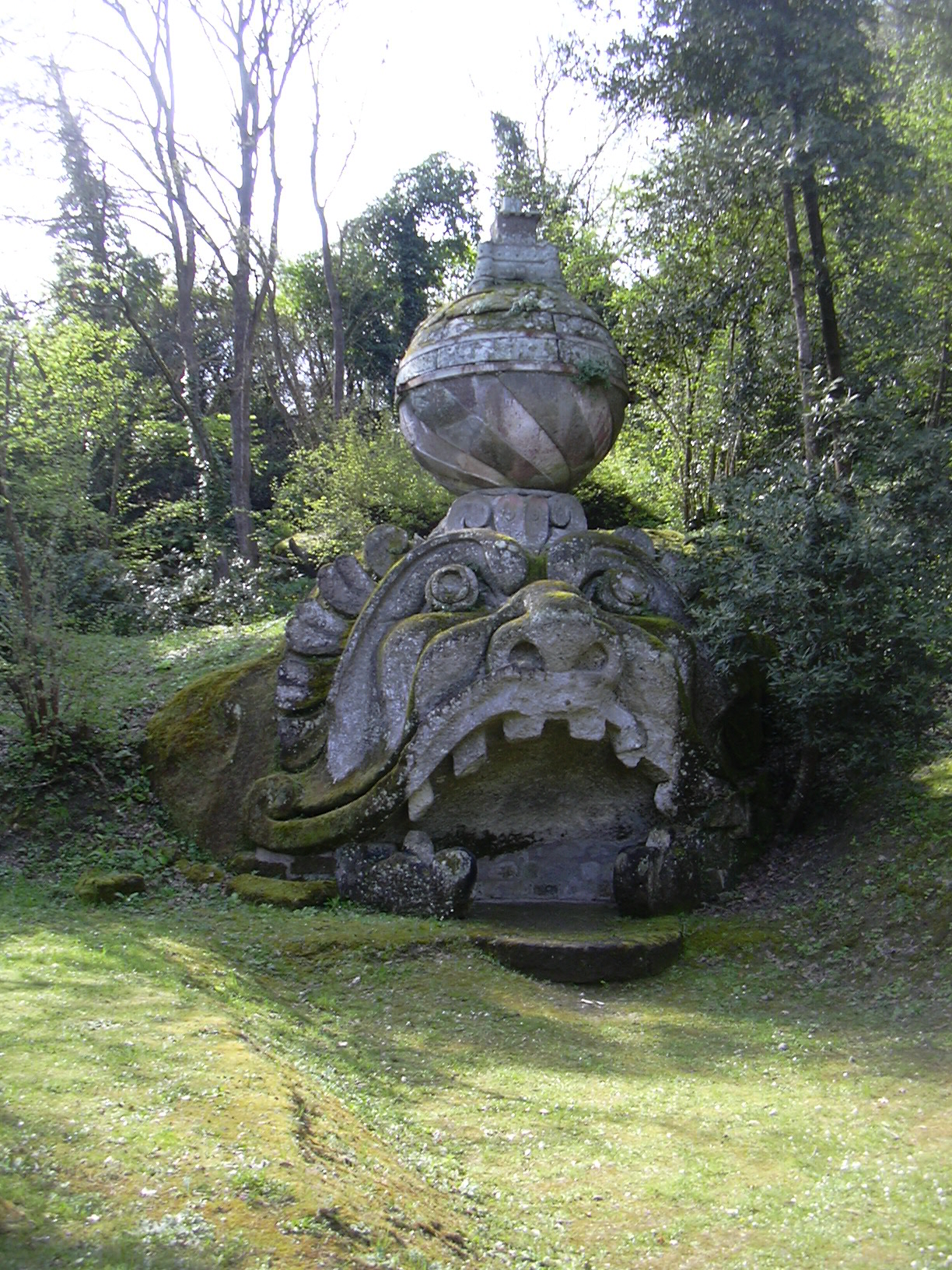
Protée-Glaucos.
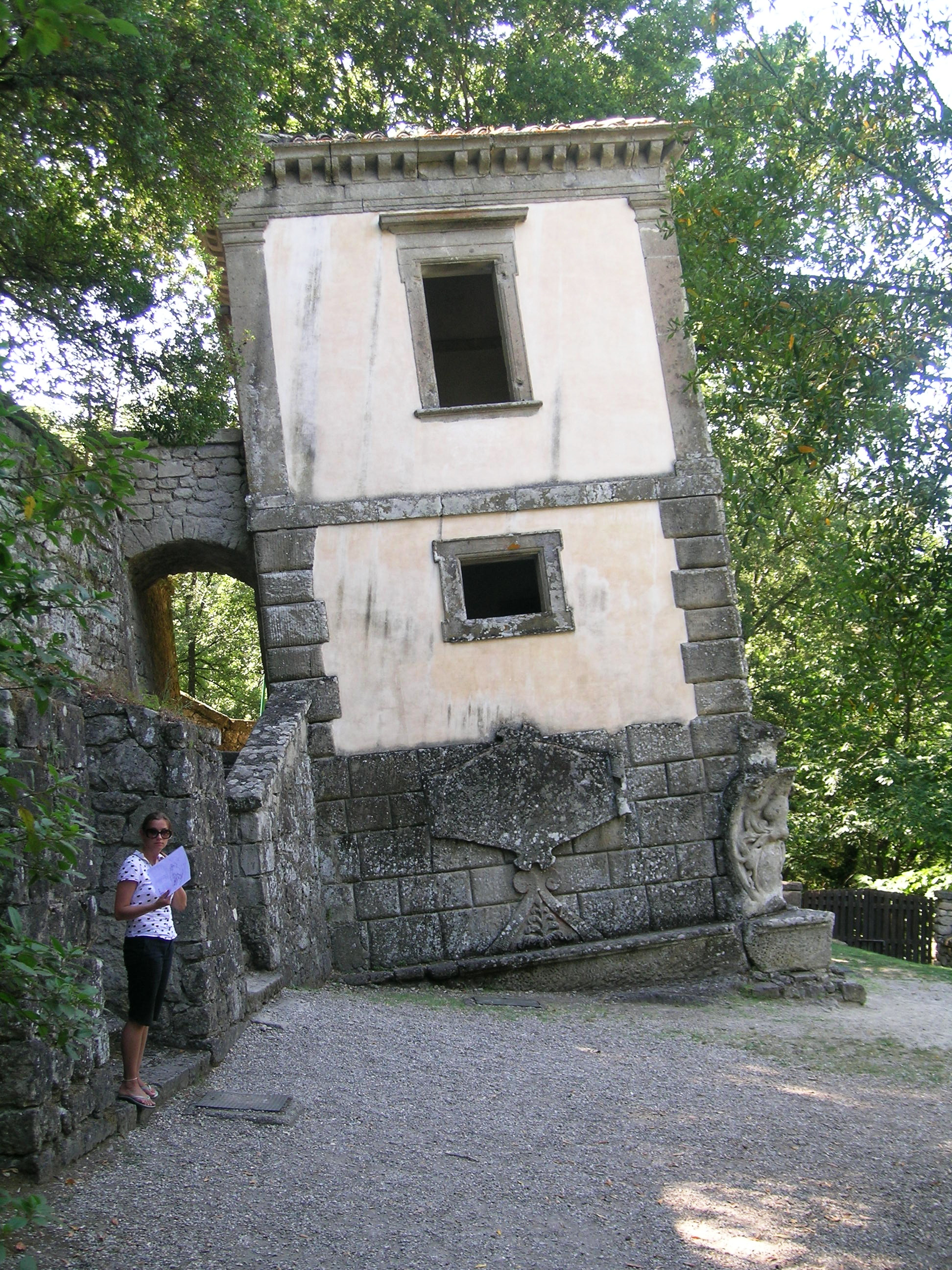
La Maison penchée.

### Les constructions et bâtiments
- Un petit mausolée effondré reprenant les ornements de la Rome antique et des niches étrusques ;
- Un nymphée ;
- Un petit théâtre de verdure ;
- La Maison penchée : dédiée au cardinal Cristoforo Madruzzo, ami de Vicino Orsini et de sa femme[5];
- Un banc dont le dossier présente les armoiries des Orsini ;
- Un banc étrusque abrité sous un arc sur lequel est gravé cette inscription “Voi che pel mondo gite errando, vaghi/ di veder meraviglie alte e stupende, / venite qua dove son facce orrende / elefanti, leoni, orsi, orchi e draghi” ;
- Le Temple de l'Éternité : le mémorial à Giulia Farnese situé au sommet du jardin. C’est un bâtiment octogonal surmonté d'une coupole et d'un clocheton en son sommet. Il est précédé d'un portique de plan carré accolé composé d'une façade présentant un fronton triangulaire percé en son centre d'un arc se prolongeant dans la profondeur du bâtiment et d'une colonnade supportant l'ensemble. On retrouve ces colonnes, mais cette fois engagées (c'est-à-dire, émergeant des parois), autour de la rotonde. L'ensemble est un mélange de style grec (cf. fronton et colonnade du temple de Ségeste), classique (cf. le tempietto se trouvant dans la cathédrale Saint-Martin de Lucques) et renaissance. Il abrite aujourd’hui les sépultures de Giovanni Bettini et Tina Severi, restaurateurs des jardins.

### Les inscriptions
De nombreuses inscriptions sont gravées sur les socles des statues, sur des plaques ou sur des pans de mur. Elles sont souvent difficiles à interpréter car elles font référence à des milieux littéraires propres à l'époque ou à des devises adoptées par les Orsini et par Vicino lui-même. Certaines sont issues de textes antiques ou des poètes de la Renaissance voire des proches du Condottiere et sont souvent équivoques ou symboliques à l'instar des textes hermétiques.
Sur la panca étrusque : Voi che pel mondo gite erando vaghi / Di veder maraviglie alte e stupende / Venite qua, dove son faccie horrende / Elefanti leoni orsi orchi et draghi - « Vous qui allez errants par le monde / Pour contempler de hautes et stupéfiantes merveilles, / Venez ici ! Vous y trouverez des faces terribles / Éléphants, lions, ours, ogres et dragons. »
Sol per sfogare il Core - « Juste pour libérer le cœur. »
Ogni Pensiero Vola - « Chaque pensée s'envole ».
Notte et Giorno noi siam vigili et pronte Aguardar dogni inguiria questa fonte - « Nuit et jour nous sommes vigilants, prêts à protéger cette source. »
Tu ch'entri qua con mente parte a parte et dimmi poi se tante meraviglie sien fatte per inganno o pur per arte. - « Toi qui entre ici, ait l'esprit de me dire si tant de merveilles furent faites pour tromper ou purement pour l'art »

## Symbolisme et interprétation
Les jardins présentent un ensemble de thèmes de la mythologie grecque et de la Renaissance.
Différentes scènes peuvent évoquer des épisodes d’œuvres baroques telles que le Songe de Poliphile de Francesco Colonna, ou le poème Floridant de Bernardo Tasso ou encore le Orlando furioso de L'Arioste.
De nombreuses interprétations ont été tentées, tant des statues que du parcours lui-même, depuis la redécouverte des jardins au XXe siècle sans toutefois permettre d'arriver à un consensus entre les différents historiens et auteurs.

## Les jardins de Bomarzo dans les arts
Les jardins de même que la vie de Vicino Orsini ont inspiré de nombreux artistes modernes :                                      
- André Pieyre de Mandiargues décrit le jardin dans un essai, Les Monstres de Bomarzo, dans son livre le Belvédère.

- Hella S. Haasse a publié un essai sur l'histoire des jardins, Les jardins de Bomarzo (1968 éd. néerlandaise).

- Mario Praz a écrit des articles sur les jardins, I mostri di Bomarzo (1949), Il giardino dei sensi 1975.

- Brassaï a pris de nombreuses photos des jardins, The mammoth figures of Bomarzo (Harper's Bazaar, janvier 1953).

- Michelangelo Antonioni a tourné un documentaire sur les jardins La Villa dei Monstri (1950).

- À partir de 1960, le peintre hollandais Carel Willink a utilisé dans ses peintures des motifs du jardin.

- Manuel Mujica Láinez (romancier argentin) a publié un roman basé sur la vie de Vicino Orsini, Bomarzo (1962).

- Alberto Ginastera a écrit une cantate Cantata Bomarzo et un opéra Bomarzo, créé à Washington en 1967 après que cet opéra a été interdit de création à Buenos Aires par le gouvernement argentin pour atteinte aux bonnes mœurs.

- Niki de Saint Phalle y a trouvé l'inspiration pour son Jardin des Tarots construit à Capalbio en Toscane.

- Laurent Grasso a réalisé le court-métrage Bomarzo en 2011 (18 min). Sur des images en super 8, la narration en voix off est une construction qui mêle des citations d'inscriptions gravées sur les socles de sculptures, les plaques et les pans de murs, issues de documents et d'études sur Bomarzo et du Songe de Poliphile.
- Michèle Barrière y place une scène de crime dans Natures mortes au Vatican : roman noir et gastronomique en Italie à la Renaissance.
- Eric Giacometti et Jacques Ravenne y placent le dénouement de l'action de leur roman La Clef et la Croix, JC Lattès, 2024.